# Hydroporus jonicus
Hydroporus jonicus là một loài bọ cánh cứng trong họ Bọ nước. Loài này được L.Miller miêu tả khoa học năm 1862.